# CD44
CD44 — интегральный клеточный гликопротеин, играющий важную роль в межклеточных взаимодействиях, клеточной адгезии и миграции. Это рецептор для гиалуроновой кислоты, а также, возможно, некоторых других лигандов, таких как остеопонтин, коллаген и металлопротеиназы матрикса. Особая сиалофукозилированная форма CD44 обнаружена на гематопоэтических клетках и является сильным лигандом для E- и L-селектина.

## История открытия, структура гена и белка
CD44 был впервые идентифицирован как рецептор лимфоцитов, отвечающий за хоминг.
Ген CD44 человека имеет размер около 50 000 пар нуклеотидов и содержит 20 экзонов. В результате альтернативного сплайсинга формируется множество изоформ CD44. Экзоны CD44 условно делят на стандартные (1—5 и 16—20) и вариантные. Изоформа, которая кодируется мРНК, состоящей только из стандартных экзонов, известна как CD44s или CD44H. Эта изоформа белка состоит из 341 аминокислотного остатка и имеет расчётную молекулярную массу около 37 кДа. Белок подвергается нескольким посттрансляционным модификациям и в результате, в зависимости от типа синтезирующих его клеток, весит в зрелой форме от 80 до 100 кДа.
Изоформы CD44, синтезированные на мРНК, содержащих вариантные экзоны, называются CD44v. Было охарактеризовано более 20 вариантных изоформ.
Многочисленные посттрансляционные модификации CD44 обеспечивают ещё большее разнообразие структуры и функций белка. К белку могут ковалентно присоединяться несколько типов гликозаминогликанов: хондроитинсульфат, гепарансульфат, дерматансульфат и кератансульфат. CD44s несёт аминокислотный мотив (SGXS), по которому происходит присоединение гликозаминогликанов, в проксимальной части внеклеточного домена. Описаны формы CD44s, модифицированные кератансульфатом, дерматансульфатом и хондроитинсульфатом. Хондроитинсульфат и гепарансульфат чаще всего обнаруживают в вариантных изоформах, содержащих пептидный продукт третьего вариабельного экзона. Кроме того, CD44 подвергается O- и N-гликозилированию и сульфатированию по остаткам тирозина или по гликозаминогликановому компоненту.
Посттрансляционные модификации влияют на субстратную специфичность CD44. Так присоединение хондроитинсульфата обеспечивает связывание рецептора с фибронектином, ламинином и коллагеном (типы I, IV, VI, XIV), а гепарансульфата — презентацию факторов роста.
Другим примером изменения функций CD44 в результате посттрансляционных модификаций является его связывание с гиалуроновой кислотой. Все изоформы CD44 имеют гиалуронан-связывающий домен, однако не все они обладают высокой аффинностью к этому субстрату. Показано, что сульфатирование CD44 в результате действия воспалительных цитокинов, например фактора некроза опухоли, повышает его сродство к гиалуронану. С другой стороны, присоединение остатков сиаловой кислоты к концам гликанов на поверхности CD44 снижает это сродство. В то же время сиалирование CD44 необходимо для его взаимодействия с селектинами.

## Распространение
CD44 был обнаружен в стволовых клетках разных тканей: эмбриональных, мезенхимальных, гемопоэтических, эпителиальных и стволовых клетках злокачественных опухолей. Гемопоэтические стволовые клетки синтезируют только стандартную изоформу CD44, отсюда её обозначение CD44H (от англ. hematopoietic). Нормальные и злокачественные зрелые миелоидные и лимфоидные клетки, помимо CD44s, несут и CD44v изоформы.
В целом, вариантные изоформы CD44 чаще всего синтезируются клетками эпителиального происхождения и злокачественными опухолями негемопоэтического происхождения.
Количество CD44 меняется при дифференцировке B-клеток: белок впервые обнаруживается на стадии пре-В-клеток, исчезает в незрелых B-клетках костного мозга и снова начинает синтезироваться в них перед выходом в кровяное русло.

## Функции
CD44 является рецептором гиалуронана, или гиалуроновой кислоты, — полисахарида, состоящего из чередующихся остатков D-глюкуроновой кислоты и N-ацетилглюкозамина. Микроокружение стволовых клеток богато гиалуронаном. Было показано, что особая гликоформа CD44, HCELL (англ. Hematopoietic Cell E-/L-selectin Ligand), обладающая афинностью к селектинам E и L, обеспечивает хоминг гематопоэтических стволовых клеток в костном мозге.

## Роль в развитии заболеваний
CD44 вовлечён в патогенез нескольких заболеваний. Например, CD44 важен для развития хронического миелолейкоза при инъекции опухолевых клеток мышам. Показано, что в этом случае белок необходим для хоминга клеток в костном мозге.
Присутствие CD44 на поверхности бластов при остром B-клеточном лимфобластном лейкозе является прогностическим маркером, указывающим на повышенную вероятность рецидива заболевания.